# Лазер на вільних електронах

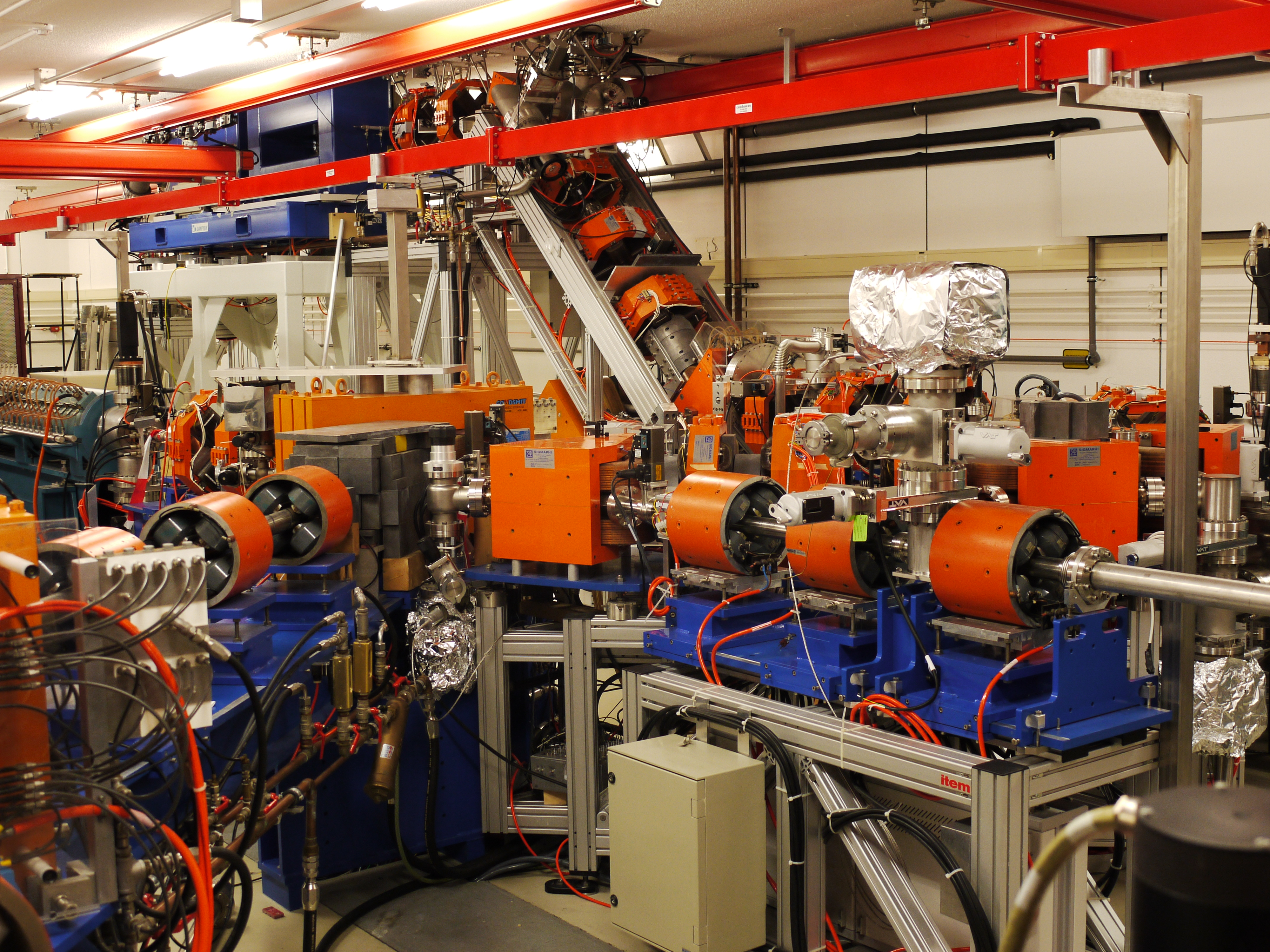
Лазер на вільних електронах FELIX (Нідерланди)

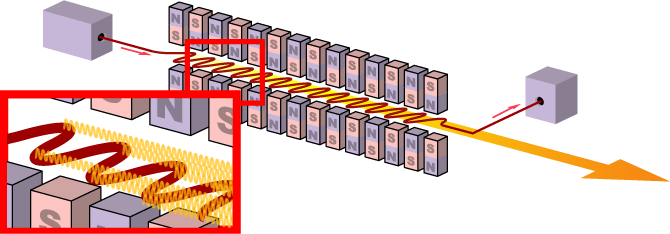
Схематична ілюстрація принципу дії лазера на вільних електронах

Ла́зер на ві́льних електро́нах — джерело когерентних електромагнітних хвиль, що використовує синхротронне випромінювання електронів, прискорених майже до швидкості світла. Принцип дії лазера на вільних електронах відрізняється від принципу дії звичних лазерів, що використовують вимушене випромінювання переходів між різними енергетичними станами атомів та молекул, і в яких електрони зв'язані. У лазері на вільних електронах електрони, що випромінюють світло, мають велику енергію, тобто є вільними частинками. Випромінювання виникає в результаті проходження швидкого електрона через періодичну структуру, ондулятор або вігглер, в якій на електрон діють сили, що змушують його траєкторію коливатися в площині, перпендикулярній напрямку руху. При русі вздовж такої траєкторії електрони випромінюють електромагніті хвилі, що отримали назву синхротронного випромінювання. Когерентність випромінювання досягається за рахунок формування в електронному пучку згустків електронів. Електрони таких згустків випромінюють світло з однаковою фазою. Завдяки великій кількості електронів у згустку, випромінювання може бути дуже інтенсивним.
Лазери на вільних електронах мають широкий спектр від мікрохвиль до рентгенівського діапазону й легко налаштовуються на потрібну частоту. Вони вимагають попереднього прискорення електронів майже до швидкості світла, тобто повинні мати одним із свої компонентів прискорювачі.
Перший лазер на вільних електронах збудував 1976 року Джон Мейді в Стенфордському університеті.